# Söhne Mannheims
Söhne Mannheims (dal tedesco: Figli di Mannheim) è una band tedesca fondata nel 1995 a Mannheim da Xavier Naidoo e Claus Eisenmann.

## Formazione

### Formazione attuale
- Michael Klimas
- Henning Wehland
- Tino Oac
- Robbee Mariano
- Andreas Bayless
- Kosho
- Ralf Gustke
- Bernd Herrmann
- Florian Sitzmann
- Michael Herberger
- Marlon B.
- Metaphysics
- Billy Davis

### Ex componenti
- Xavier Naidoo
- Rolf Stahlhofen
- Edo Zanki
- J-Luv
- Claus Eisenmann
- Jah Meek
- Uwe Banton
- Jah MC
- Patrick Caputula (PBC)

## Discografia
- 2000 - Zion
- 2004 - Noiz
- 2009 - Iz On
- 2011 - Barrikaden von Eden
- 2014 - ElyZion

### DVD
- Power of the Sound (2005)

## Premi e riconoscimenti
- Echo - "Miglior gruppo nazionale" (2005)